# John Leslie (scientifique)
Pour les articles homonymes, voir John Leslie.

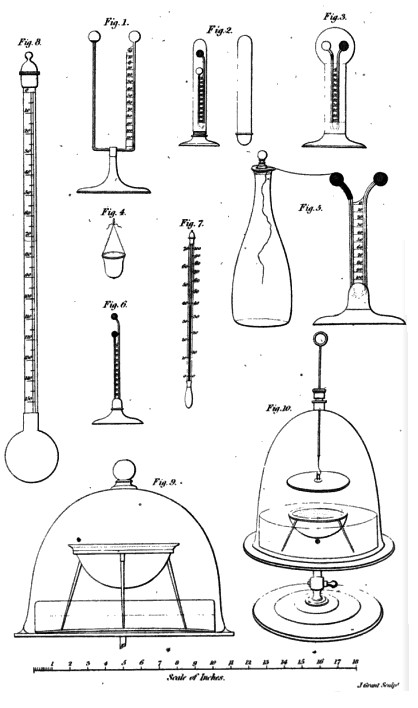
Différents appareils scientifiques conçus et dessinés par John Leslie.

John Leslie, né et mort à Fife, (10 avril 1766–3 novembre 1832 ) est un physicien et mathématicien écossais.

## Biographie
En 1807 il devient membre de la Royal Society of Edinburgh. En 1832 il devient Sir John Leslie.

## Contributions
Il est l'inventeur d'un thermomètre différentiel (instrument dont la paternité lui est contestée par Sir Benjamin Thompson, comte de Rumford), d'un hygromètre et d'un photomètre. Le thermomètre différentiel « n'a pas pour but de faire connaître la température d'un lieu, mais la différence de température entre deux lieux voisins ».
Leslie donne en 1802 la première description moderne de la capillarité.
En 1804, il fait une expérience avec un récipient cubique rempli d'eau bouillante. Un côté du cube est de métal finement poli ; deux sont de cuivre mat, et un autre est peint en noir. Leslie montre que c'est le côté noir qui irradie le plus de chaleur, et le côté poli le moins. L'objet est connu sous le nom de cube de Leslie. Il est cette année-là lauréat de la Médaille Rumford.
En 1810 il est le premier à produire de la glace artificiellement (il se sert d'une pompe à air).

## Publications (liste partielle)
- An Experimental Inquiry into the Nature and Propagation of Heat (1804)
- Elements of Geometry, Geometrical Analysis, and Plane Trigonometry (v. 1811)
  - 2e  éd. (1811)
  - (de) Geometrische Analysis (1822) « Considérablement » augmenté par Johann Philipp Grüson
- A Short Account of Experiments and Instruments, Depending on the Relations of Air to Heat and Moisture (1813)
- (fr) (avec Gaspard Monge et Jean Nicolas Pierre Hachette) Second supplément de la géométrie descriptive, F. Didot, 1818[4]
- The Philosophy of Arithmetic ; Exhibiting a Progressive View of the Theory and Practice of Calculation, with an Enlarged Table of the Products of Numbers under One Hundred (1817)
  - 2e  éd. (1820)
- Geometrical Analysis and Geometry of Curve Lines being Volume the Second of A Course of Mathematics and designed as an Introduction to the Study of Natural Philosophy [Edinburgh Printed for W and C Tait, Prince's Street and Longman Hurst Rees Orme and Brown, London 1821]

### Éponymie
- Cube de Leslie